# 1999 Hirayama
Az 1999 Hirayama egy kisbolygó, melyet Hirajama Kijocugu japán csillagászról neveztek el. Hirajama ismerte föl azt, hogy a kisbolygók pályái csoportokba rendezhetők. E csoportokat Hirajama családoknak nevezik ma is.
Hirajama 1918-tól a következő 6 családot határozta meg: Themis család, Eos család, Coronis család, Maria család, Phocaea család és Flora család.
A kisbolygók osztályozását aztán Brouwer D., Arnold J. R., von Houten C. J. és J. G. Williams tovább folytatta. Ma már több száz kisbolygócsalád ismert.